# Tony Rezko
Antoin "Tony" Rezko (nascido em julho 1955) é um empresário de Chicago, Illinois. Foi condenado em 2008 por várias acusações de fraude e corrupção. Rezko foi envolvido na angariação de fundos para campanhas de democratas e republicanos no Illinois desde os anos de 1980. Em 23 de novembro de 2011, Rezko foi condenado a 2 anos de prisão.
Possui várias propriedades em Chicago, e na campanha presidencial de 2008, Obama foi criticado por ter se encontrado durante o período de organização de convenção. Rezko arrecadou 150 mil dólares para a campanha de Obama em nível estadual. Mas depois que Rezko foi indiciado por fraudes, Obama devolveu as doações.